# Технічні бар'єри в торгівлі
Технічні бар'єри в торгівлі (ТБТ) — категорія нетарифних бар'єрів у торгівлі, різні заходи, які країни використовують для регулювання ринків, захисту споживачів, або збереження своїх природних ресурсів (та досягнення інших цілей). ТБТ також можуть бути використані (або сприймається зарубіжними країнами) як дискримінація щодо імпорту з метою захисту вітчизняної промисловості.
ТБТ, що мають особливо великий вплив на сільськогосподарську продукцію, є різні санітарні і фітосанітарні заходи, спрямовані на захист людей, тварин і рослин від хвороб, шкідників та інших забруднень.
Прикладами ТБТ, крім санітарних і фітосанітарних заходів, можуть бути стандарти щодо ваги, розміру або упаковки; інгредієнтів або фірмового стилю; обов'язкового маркування; процедур тестування та сертифікації імпорту, вимоги до безпечності та якості продукції, її характеристик, процедури оцінки відповідності.
Угода про технічні бар'єри в торгівлі дає правила використання таких бар'єрів.